# Chrobotek koralkowy

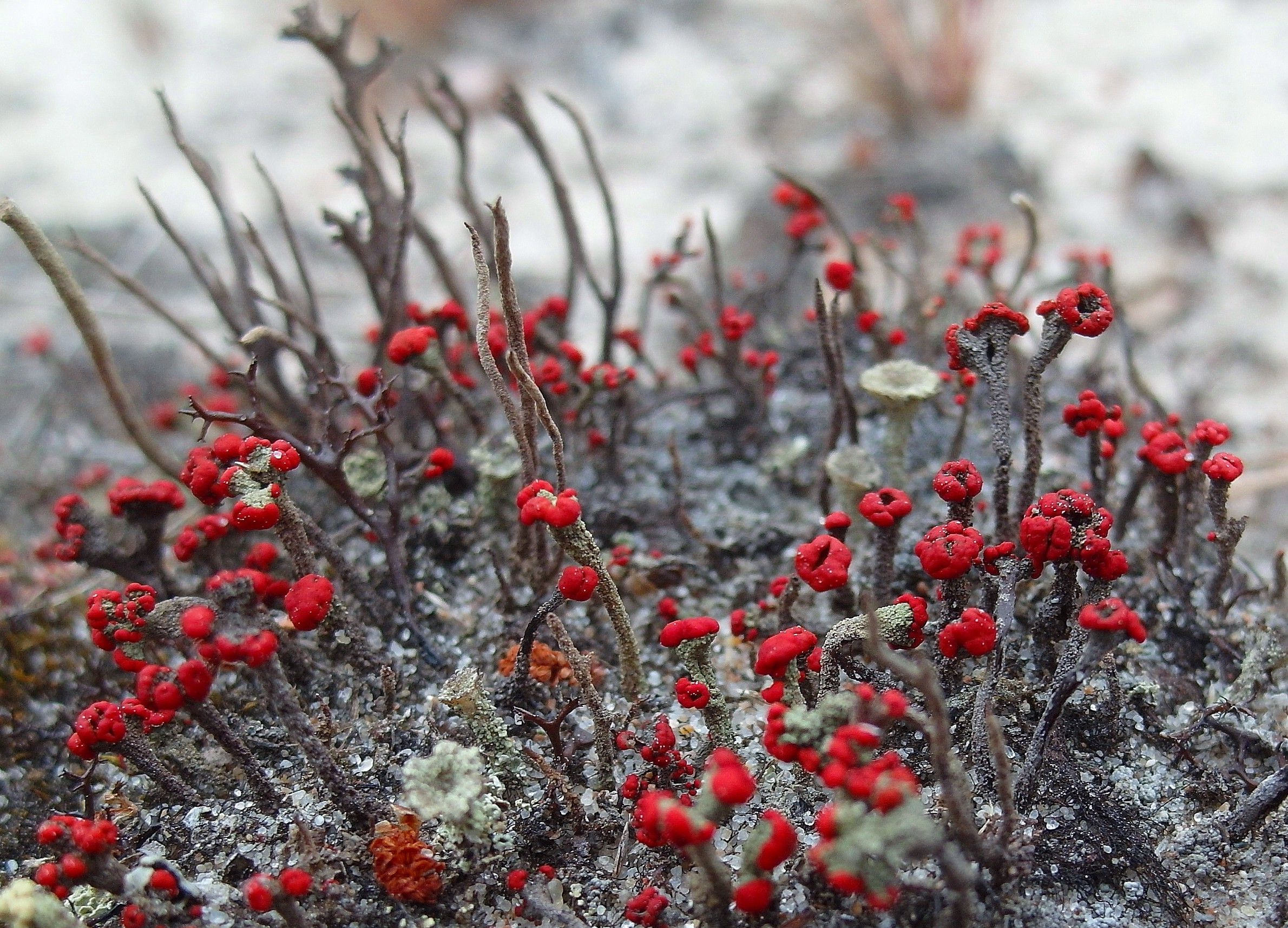

Chrobotek koralkowy (Cladonia coccifera (L.) Willd.) – rodzaj grzybów z rodziny chrobotkowatych (Cladoniaceae). Ze względu na współżycie z glonami zaliczany jest do porostów.

## Systematyka i nazewnictwo
Pozycja w klasyfikacji według Index Fungorum: Cladonia, Cladoniaceae, Lecanorales, Lecanoromycetidae, Lecanoromycetes, Pezizomycotina, Ascomycota, Fungi.
Po raz pierwszy takson ten zdiagnozował w roku 1753 Karol Linneusz nadając mu nazwę Lichen cocciferus. Obecną, uznaną przez Index Fungorum nazwę nadał mu w roku 1787 Carl Ludwig von Willdenow, przenosząc go do rodzaju Cladonia.
Niektóre synonimy naukowe:

- Cladonia coccifera f. asotea (Ach.) Vain. 1887
- Cladonia coccifera var. asotea Ach.
- Lichen cocciferus L. 1753

Nazwa polska według Krytycznej listy porostów i grzybów naporostowych Polski.

## Morfologia
Tworzy krzaczkowatą plechę o wysokości zazwyczaj do 3 cm, wyjątkowo do 5 cm. Plecha ma barwę żółtozielonkawą lub białoszarą i zazwyczaj jest oprószona. Gałązki tej plechy zakończone są kieliszkowatymi rozszerzeniami (podecjami) osiągającymi szerokość do 1 cm. Przy ziemi z plechy wyrastają liczne nibylistki plechy pierwotnej o długości ok. 5 mm. W plesze występują glony protokokkoidalne. Podecja mogą być jedno, lub kilkupiętrowe, przy czym wyższe piętra wyrastają z brzegów niższych. Pokryte są aerolkowatą lub brodawkowana korą, łusek brak, albo występują tylko w dolnej części. Reakcje barwne: łuski kory pierwotnej oraz podecjaPd –, K –.
Na plesze występują czerwone pyknidy. Na brzegach kieliszków często występują pojedynczo, lub skupione po kilka, lekanorowe apotecja o średnicy 1–1,5 mm i czerwonej barwie. Powstają w nich jednokomórkowe, bezbarwne  zarodniki o rozmiarach 8–12 × 2,5–3,5 μm

## Występowanie i siedlisko
Gatunek kosmopolityczny, występujący na wszystkich kontynentach poza Antarktydą. W Polsce jest rozprzestrzeniony na całym terenie.
Można go spotkać od nizin do wysokich gór w suchych lasach iglastych, czasami także na skałach. Nie wyrasta na glebach wapiennych. Osiąga wysokość do 3 cm. Najczęściej wyrasta pojedynczo, lub w małych grupkach.